# Mesosa japonica
Mesosa japonica är en skalbaggsart som beskrevs av Bates 1873. Mesosa japonica ingår i släktet Mesosa och familjen långhorningar. Inga underarter finns listade i Catalogue of Life.